# Chalcamistis autoplusia
Chalcamistis autoplusia là một loài bướm đêm trong họ Noctuidae.